# Kuwait (província)
A província do Kuwait (em árabe: محافظة الكويت) foi a 19ª província do Iraque estabelecida após a invasão do Kuwait pelo Iraque em 1990. Foi precedida pelo estado fantoche da República do Kuwait. A província do Kuwait consistia na maior parte do território ocupado do Kuwait, com a exceção das áreas a norte, que tornaram-se no distrito de Saddamiyat al-Mitla' da província de Baçorá. Perante o presidente do Iraque Saddam Hussein, Ali Hassan al-Majid tornou-se governador da província.
A recusa do Iraque em retirar os seus militares do Kuwait levou à Guerra do Golfo e ao eventual retorno do governo do Kuwait em 28 de Fevereiro de 1991.